# Замосць (Островський повіт)
Замосць (пол. Zamość) — село в Польщі, у гміні Серошевиці Островського повіту Великопольського воєводства.
Населення — 425 осіб (2011).

## Демографія
Демографічна структура станом на 31 березня 2011 року:
|          | Загалом | Допрацездатний вік | Працездатний вік | Постпрацездатний вік |
| -------- | ------- | ------------------ | ---------------- | -------------------- |
| Чоловіки | 227     | 57                 | 150              | 20                   |
| Жінки    | 198     | 49                 | 102              | 47                   |
| Разом    | 425     | 106                | 252              | 67                   |